# Bägarlilja
Bägarlilja (Lilium philadelphicum) är en art i familjen liljeväxter. Förekommer i naturligt i centrala USA och Kanada. Arten odlas sällsynt som trädgårdsväxt i Sverige.
Bägarlilja är en symbol av provinsen Saskatchewan och den avbildas på provinsens flagga och vapen.

### Webbkällor
- Svensk Kulturväxtdatabas

1. ↑  Norman Ward (25 juli 2015). ”Saskatchewan” (på engelska). The Canadian Encyclopedia. Historia Canada. https://www.thecanadianencyclopedia.ca/en/article/saskatchewan. Läst 10 augusti 2023.

- Wikimedia Commons har media som rör Bägarlilja.